# Jaroslav Dobrovolský
Jaroslav Dobrovolský (5. října 1895 Lužice u Hodonína – 29. dubna 1942 Mauthausen, Rakousko) byl učitel, výtvarník a komunální politik. V letech 1935 až 1938 byl starostou města Hodonína.

## Životopis

### Mládí
Jaroslav Dobrovolský byl posledním potomkem ze 14 dětí důlního kováře Josefa Dobrovolského a jeho ženy Filomeny, rozené Hoferové. Po ukončení obecné školy v Lužicích (1901/2 až 1905/6) začal studovat na české zemské reálce v Hodoníně ve školních letech 1906/7 až 1912/13 a kde také 10. července 1913 vykonal zkoušku dospělosti. Po jednoroční studijní přestávce pokračoval ve studiu na C. kr. ústavu ku vzdělávání učitelů v Kroměříži ve školním roce 1914/15 jako student 4. ročníku. Studium zakončil tzv. doplňující zkouškou dospělosti, díky které mohl začít učit jako „zatímní učitel na veřejných školách obecných s vyučovacím jazykem českým“. Ihned po ukončení tohoto pedagogického vzdělání byl dekretem okresní školní rady v Uherském Hradišti ustanoven na Pětitřídní obecnou školu chlapeckou ve Starém městě u Uherského Hradiště jako výpomocný učitel.

### Válečné období
Dobrovolský však byl již 15. listopadu 1915 odveden na vojnu do 25. zeměbraneckého pěšího pluku Rakousko-uherské armády, se kterým prošel tříměsíčním základním výcvikem v Pöchlarnu. Odtud přechází do důstojnické školy v Mostu nad Litavou. Po krátkém pobytu ve Sv. Hipolitu v Dolním Rakousku je poslán 23. června 1916 na frontu se Střeleckým plukem č. 25 Woyrschovi divize na východní frontu. Dne 1. 2. 1917 je povýšen do hodnosti praporčíka. Z ruské fronty je převelen na italskou (Asiago), odkud nemocen putuje z bojiště do nemocnice, kde zůstává do 20. 11. 1917. Začátkem listopadu je povýšen do hodnosti poručíka. Do 15. ledna 1918 je u náhradního praporu a poté slouží v záložní nemocnici č. 2 v Bílsku jako velitel výpomocného družstva (strážní setniny). Třetí den po skončení války se Dobrovolský hlásí na posádkovém velitelství v Hodoníně u nadporučíka Dr. Úlehly a zůstává u staničního velitelství v Hodoníně při organizování Slovácké brigády. Od 2. listopadu je Dobrovolský veden u I. polního praporu plnícího úkoly v Hodoníně, Břeclavě a Lednici jako pobočník velitelů nadpor. Pavla Sečkáře, poté Františka Nosterského a Ludvíka Hally, kde působí do 31. ledna 1919. Poté na půl roku přerušuje své aktivní vojenské působení a odchází učit do Mikulčic, kde je nedostatek učitelů. Avšak ihned po skončení školního roku se hlásí zpět k aktivní službě u Slovácké brigády a slouží jako velitel 3. strážní setniny 4 etapního praporu v Kremnici na Slovensku. Dne 10. listopadu odchází z aktivní vojenské služby nadobro, ale zůstává vojenským gážistou mimo službu, účastní se vojenských cvičení, navštěvuje instruktážní kursy a je také postupně povyšován až do hodnosti kapitána.

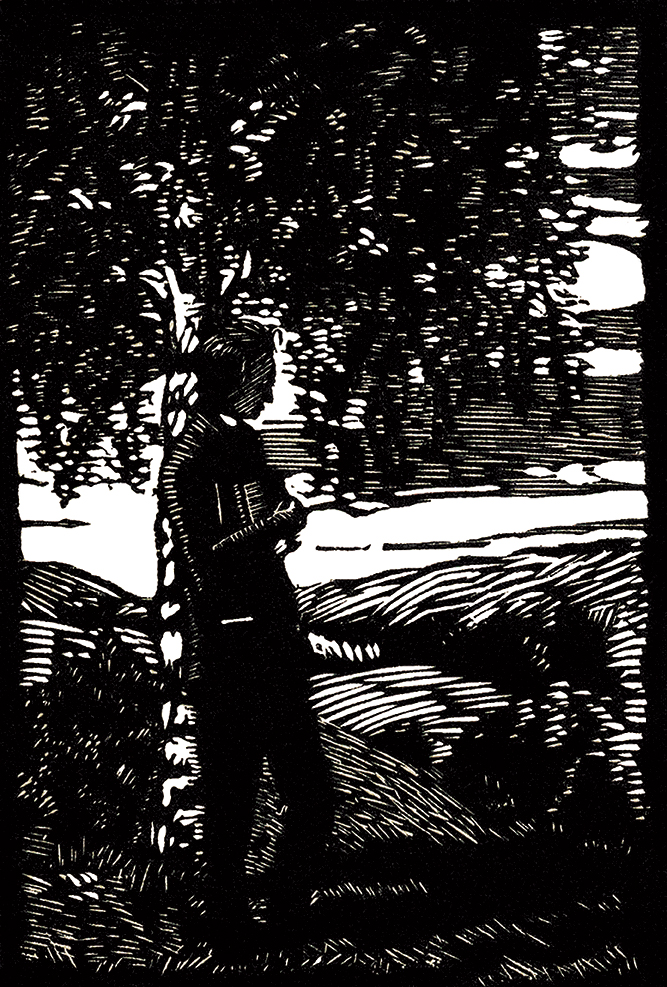
Detail exlibris pro O. Zemka, 1928, dřevoryt

### 20. léta

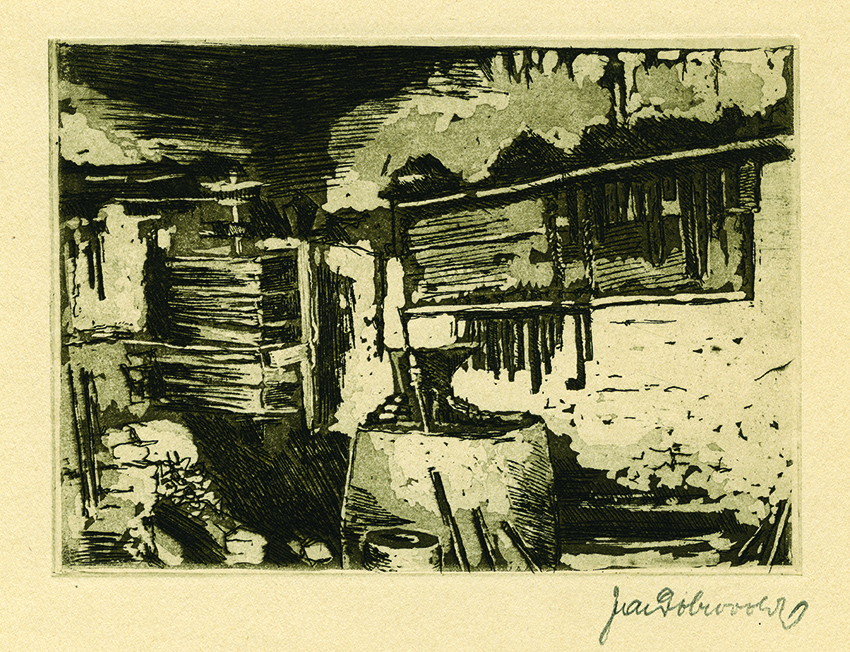
Kovárna presidentova v Čejči – z cyklu Presidentova dědina, 1929, lept

V listopadu 1919 se vrací zpátky do mikulčické školy a ve školním roce 1920/21 přichází na školu lužickou. Během svého učitelování v Lužicích se (19. 10. 1920) žení na Obecním úřadě v Hodoníně s Emilií Bdínkovou. Zanedlouho (22. 5. 1921) se mladým manželů narodilo pevní dítě, dcera Danuška. I když nadále bydlela rodina Jaroslava Dobrovolského v Lužicích, vyšší školní orgány jej překládaly na učitelská místa mimo obec. V září 1922 zahajuje školní rok ještě v Lužicích, ale již v říjnu putuje do odlehlé Jelšavy na Slovensku do Ústavu pro sluchově a zrakově postižené Andreja Cházára. Tady zůstane až do poloviny roku 1925 a od září nastoupuje na břeclavskou dívčí měšťanskou školu. V jednoročním působení v Břeclavi můžeme spatřovat kolébku důležitých podnětů, které Dobrovolského ovlivňovaly další léta. Jednalo se především o spolupráci s tiskárnou Františka Vavříka a Vladimíra Chlandy, která vydávala (mimo merkantilních tiskovin) i tiskoviny hledající náročnějšího čtenáře a bibliofilie vztahující se nejčastěji k slováckému prostředí či k vlastenecké tematice. V tomto období začíná vytvářet svá první exlibris, první grafické cykly a ilustrace.
Dne 5. srpna 1926 se manželům Dobrovolským narodilo druhé dítě, pojmenované po otci, Jaroslav. Po narození syna mění Dobrovolský opět své učitelské místo. Tentokrát působí na měšťanské škole chlapecké v Uherském Ostrohu a to až do roku 1929.

### 30. léta

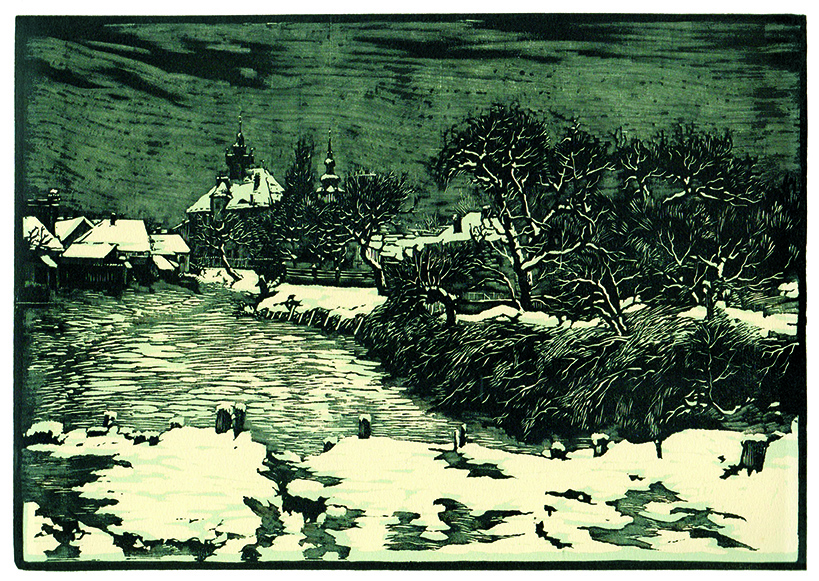
Staré mlýny – z cyklu Hodonín, 1930, barevný dřevoryt

Ustanovením zemské školní rady dostal Jaroslav Dobrovolský od září 1929 učitelské místo v Hodoníně, jako definitivní učitel na měšťanské škole chlapecké, kde působil do roku 1939 a je tak konečně stabilnějším obdobím, ze kterého může vyrůst jeho rozmanitá činnost. Vyučuje především kreslení, v některých letech však i krasopis, tělocvik, počty, němčinu či občanskou nauku. Dobrovolský své názory a metodické zkušenosti sdílel v odborných časopisech, přednášel a vedl kreslířské kurzy. Napsal také příručku Kreslení v prvouce (1931), ve které zpracovává učební látku prvních dvou školních roků. V následujícím roce vydává Kreslení ve 3.–5. třídě. O prázdninách se vydává na studijní cesty na malířské výstavy u nás i v zahraničí. Své cesty také výtvarně zpracovává do cyklů, jako například pobyt v Kupari v Jugoslávii, který vydává v roce 1933 pod názvem Na modrém Jadranu (8 barevných linorytů). Od roku 1929 obesílá výstavy exlibris v Los Angeles Museum of History, Science and Art. V květnu 1931 na sedmé výstavě této každoroční přehlídky Mezinárodní společnosti pro exlibris, která byla obeslána 764 díly z celého světa, získává Dobrovolský čestné uznání za knižní značku Jaroslava Hermana. Na tuto výstavu mu bylo přijato 22 prací. V následujícím roce získává toto čestné uznání opětovně, tentokrát za knižní značku pro V. a J. Krátkých. Jeho dílo je tak vybráno jako nejlepší ze skupiny deseti československých autorů, kteří zaslali dohromady na 80 děl.

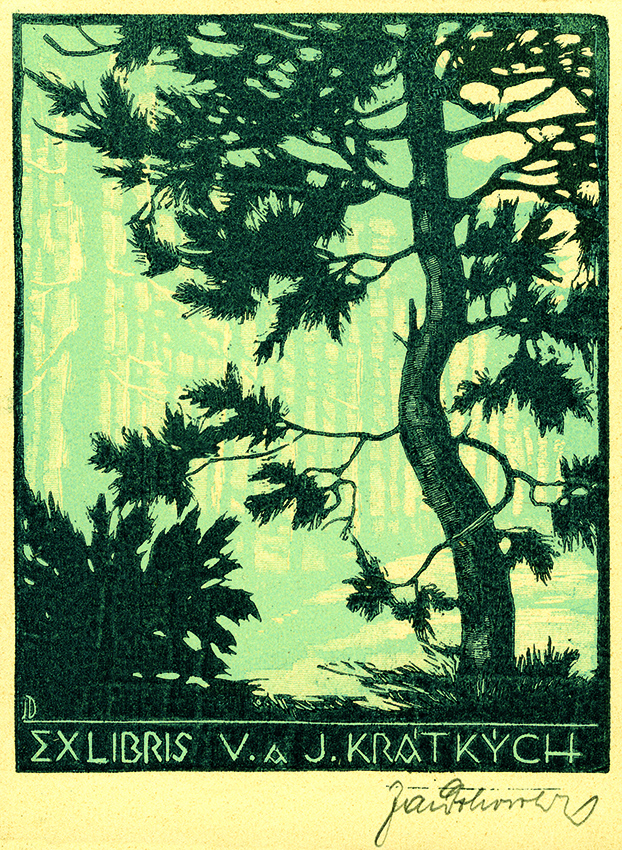
Exlibris pro V. a J. Krátkých, 1932, barevný dřevoryt

K příležitosti 80. narozenin prezidenta Masaryka vydává Dobrovolský svůj cyklus 20 barevných dřevorytů zaznamenávající různá pozoruhodná místa města Hodonína. Tento cyklus mohl Dobrovolský panu presidentu osobně předat, neboť se 3. března 1930 účastní delegace hodonínského okresu, která byla vypravena k oslavám jeho narozenin. Cesta byla zřejmě pro Dobrovolského neobyčejným zážitkem a impulsem do další práce pro nejrůznější zájmové kruhy ve svém okolí. Dobrovolský se stal nejen šiřitelem, ale hlavně praktickým uskutečňovatelem mnohých masarykovských myšlenek, především těch, kde je kladen důraz na vlastní morální odpovědnost ve vztahu k jeho osobnímu povolání a rozvíjení obecného dobra společnosti. Od začátku třicátých let Dobrovolského veřejná aktivita neobyčejně stoupá – je členem redakčního sboru a jednatelem Masarykova kraje, předsedou Volné myšlenky XIII. kraje, je členem Masarykova musea, Dělnické akademie, Uměleckého sdružení učitelů v Praze, Skupiny učitelů kreslířů v Hodoníně a dalších.

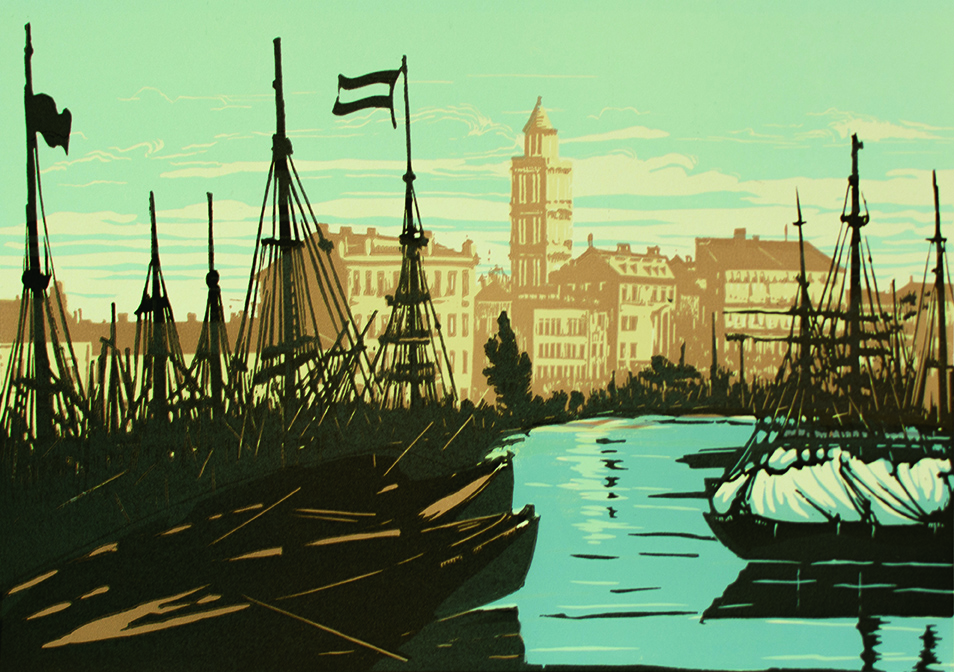
Split – z cyklu Na modrém jadranu, 1933, barevný dřevoryt

Někdy po roce 1933, kdy byl v Hodoníně obnoven skauting, se Dobrovolský připojuje také k této organizaci. V roce 1935 je členem výboru místní rady a v letech 1936 a 37 figuruje jako předseda čestné rady a v roce 1938 je 1. místostarostou místního sdružení. Okolo roku 1938 je velitelem celé Masarykovy župy (zahrnovala okrsky od Zlína po Břeclav).

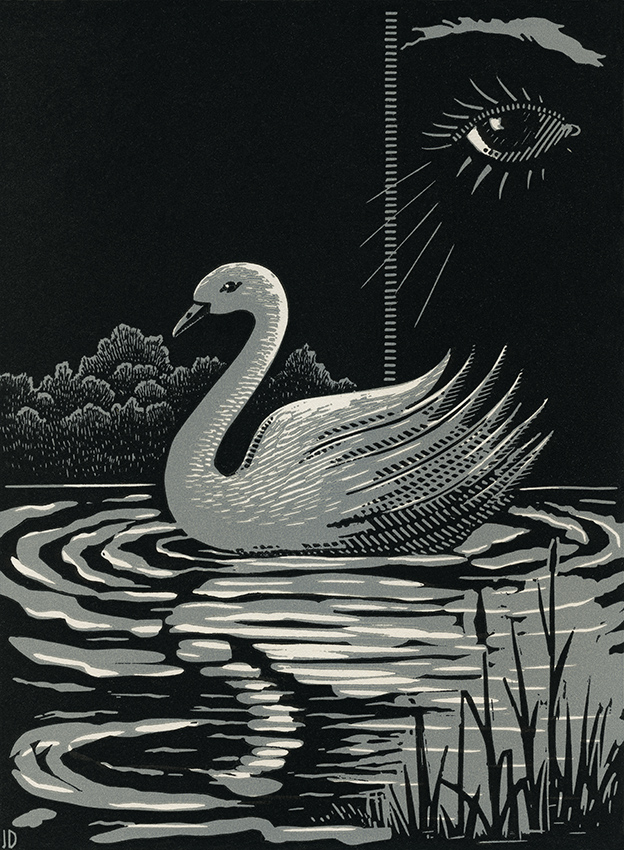
Labutinka – ilustrace ke knize Petr Bezruč 1937, 1937, barevný dřevoryt

Dobrovolský byl také členem T. J. Sokol, kde v 30. letech figuroval jako tzv. vzdělavatel.
V roce 1933 vydává Alois Kučík, přední organizátor břeclavského kruhu moravských bibliofilů, v Chlandově tiskárně báseň Petra Bezruče Kalina a také výbor jeho básní Jižní Morava v písních Petra Bezruče. Tento soubor jedenácti básní je doplněn o 13 dvoubarevných a 2 jednobarevné linoryty J. Dobrovolského a je jím také graficky upraven. Tato publikace Bezruče velmi potěšila, jak dokládá dopis A. Kučíkovi: „Vzácný pane, zatím jsem knížku jen zběžně viděl a myslím, že je to dílo nádherné, za které Vám a panu Dobrovolskému bude vděčná celá jižní Morava.“ Kladný vztah Petra Bezruče k Chlandově tiskárně a k Jaroslavu Dobrovolskému ústí k jeho souhlas vydat v Břeclavi celý soubor jeho Slezským písní v bibliofilské edici k jeho sedmdesátým narozeninám. Dobrovolský vyřezal k souboru básní 50 linorytů a toto dílo tak figuruje v jehotvorbě jako nejrozsáhlejší projekt.
Dobrovolský byl také členem Československé sociálně demokratické strany dělnické (člen předsednictva jejího okresního výkonného výboru v Hodoníně), za kterou kandidoval v roce 1935 do zastupitelstva města a 12. 11. 1935 se ujímá funkce čtvrtého českého starosty města Hodonína. Na svůj post Dobrovolský rezignoval v listopadu 1938, jak bylo předem dohodnuto vítěznou koalicí stran a funkci předal v lednu 1939.
Ještě v první polovině roku 1939 dokončuje Dobrovolský poslední školní rok v Hodoníně na chlapecké měšťanské škole a poté dostává po dlouhých letech čekání (v srpnu 1939) místo okresního školního inspektora. Bylo to však místo v obvodu Moravské Ostravy a rozhodne se tedy přestěhovat na severní Moravu s celou svou rodinou a zabydluje se ve Slezské Ostravě.

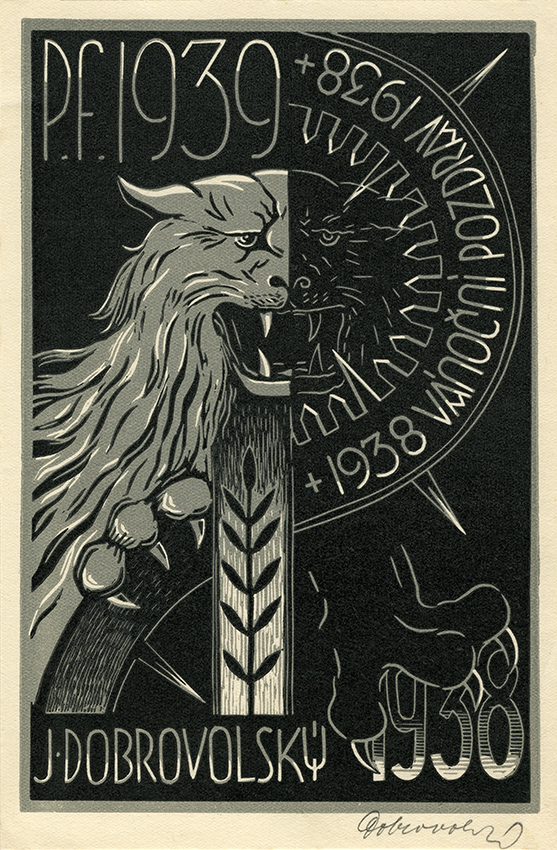
PF 1939, 1938, barevný dřevoryt

### Druhé válečné období
Po obsazení českých zemí je pro Dobrovolského přirozené, jako kapitána československé armády v záloze, jako člena Sokola, skauta a vlastence, přidat se k odboji. Se samozřejmostí přijal úkoly v protinacistickém odporu, a to již v období pochmurných pomnichovských měsíců. Do odbojové organizace Obrana národa byl zapojen škpt. Karlem Jansou z Hodonína, který byl pověřen funkcí velitele ON pro okres Hodonín. Dobrovolský organizoval odbojové složky, získával spolehlivé spolupracovníky, zprostředkoval na Hodonínsku přechody přes moravsko-slovenské hranice a sbíral finanční prostředky pro účely organizace. Pozice bývalého starosty města a záložního důstojníka mu poskytovala i příležitost k zajišťování zbraní. Byl také v písemném spojení se zahraničními odbojářskými činiteli a zejména s presidentem Dr. Edvardem Benešem. Po odchodu z Hodonína do Ostravy se Dobrovolský jako školní inspektor zapojil např. do letákové akce na Ostravsku.
Dobrovolský byl zatčen gestapem v noci z 11. na 12. září 1940 přímo ve své kanceláři na základě udání a následně vězněn postupně v Moravské Ostravě, Ratiboři, Olomouci a Brně. Dne 15. října 1941 byl odsouzen stanným nebo zvláštním soudem pro velezradu a umístěn ve vyhlazovacím koncentračním táboře Mauthausen u rakouského Lince s označením „návrat nežádoucí“. I když byl fyzicky i duševně pevný, nakonec mu jeho tělo vypovědělo službu. Omrzly mu nohy, nastala u něj otrava provázená vysokými horečkami a zemřel 29. dubna 1942.
Dobrovolskému byl udělen Československý válečný kříž 1939 In memoriam a Junácký kříž „Za vlast 1939–45“, zlatý stupeň.

## Dílo

### Grafické cykly
- Hrady a zámky v Podyjí: 10 dřevorytů. Vavřík a Chlanda, Břeclav 1927.Ze železáren ve Vítkovicích – z cyklu Ostrava, 1940, linoryt

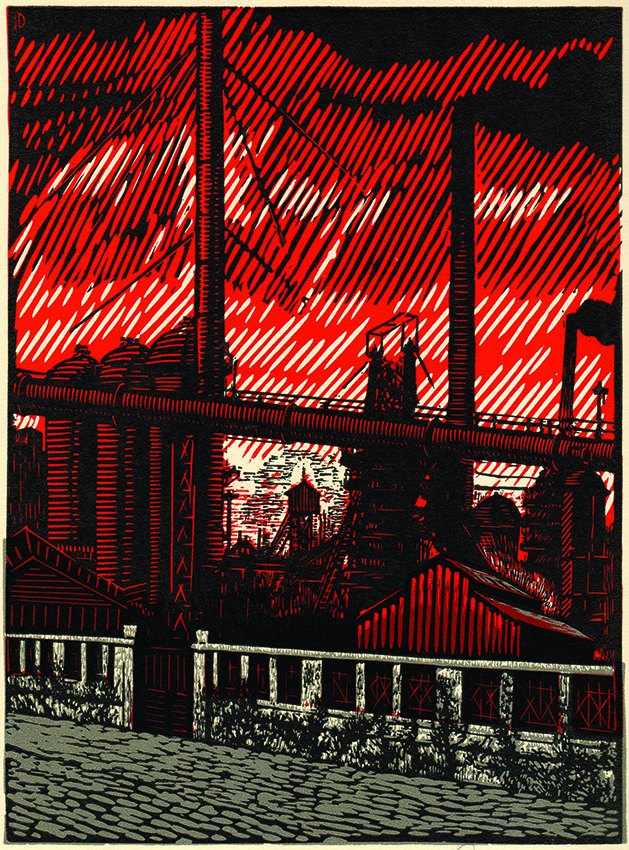
Ze železáren ve Vítkovicích – z cyklu Ostrava, 1940, linoryt

- Z Pováží I.. Vavřík a Chlanda, Břeclav 1927.
- Z Pováží II. Vavřík a Chlanda, Břeclav 1928.
- Bratislava. Stan, Břeclav 1929.
- Presidentova dědina. O. Štanglerová, Hodonín 1929.
- Uh. Ostroh. Vlastním nákladem, Uherský Ostroh 1929.
- Bzenec. Vlastním nákladem, Hodonín 1929.
- Břeclav. Vlastním nákladem, Hodonín 1930.
- Přes Vysoké Tatry. Signum Aenem 1930.
- Hodonín, rodiště prvního našeho presidenta T. G. Masaryka. Vlastním nákladem, Hodonín 1930.
- Na modrém Jadranu. Vlastním nákladem, Hodonín 1933.
- Hodonín v perokresbách J. Dobrovolského. F. Landgraf, Hodonín 1939.
- Ostrava. Pressa, Moravská Ostrava 1940.

### Exlibris
Vytvořil přes 200 knižních značek.
- Soubor knižních značek: pův. linoleoryty. Vavřík a Chlanda, Břeclav 1927.
- Soubor knižních značek: 12 původních dřevorytů. I. Vavřík a Chlanda, Břeclav 1928. Úvod Oldřich Zemek.
- Soubor knižních značek: 12 původních dřevorytů. II. Vavřík a Chlanda, Břeclav 1929. Úvod O. Zemek.
- Soubor knižních značek: 12 původních dřevorytů. III. Vlastním nákladem, Břeclav 1929. Úvod Jindřich Spáčil.
- Soubor knižních značek, 12 původních dřevorytů, IV. Vlastním nákladem, Břeclav 1930. Úvod Václav Rudl.
- Soubor knižních značek, 12 původních dřevorytů, V. Vlastním nákladem, Hodonín 1931. Úvod Zdeněk Louda.
- 30 ex libris: původní dřevoryty 1931–34. Vlastním nákladem, Hodonín 1934. Úvod Bedřich Beneš Buchlovan.
- 30 ex libris: původní dřevoryty 1935–37. Vlastním nákladem, Hodonín 1938. Úvod Eugen Dostál.

### Ilustrace
Ilustroval svými grafikami přes 60 knih. Nejrozsáhlejším dílem je kniha Petr Bezruč 1937 (Slezské písně), které vydal Alois Kučík v Břeclavi v roce 1937.